# ألدو رودريغوس دي سوزا
ألدو رودريغوس دي سوزا (بالبرتغالية: Aldo Rodrigues de Sousa‏) (11 فبراير 1988 في البرازيل - ) هو لاعب كرة قدم برازيلي في مركز الدفاع. لعب مع غريميو بورتو أليغرينزي ونادي كروزيرو ونادي سي آر بي وSociedade Atlético Ceilandense ‏ وAssociação Desportiva Cabofriense ‏ ونادي أمريكا ونادي آراكسا ‏ وEsporte Clube Itaúna ‏.

## وصلات خارجية
- ألدو رودريغوس دي سوزا على موقع قاعدة بيانات كرة القدم.إي يو (الإنجليزية)